# Comtat de Nevers
El comtat de Nevers fou una jurisdicció feudal del Regne de França centrada a Nevers. Nevers o Nivernais era un dels pagus originals de Borgonya i segurament va tenir els seus comtes propis fins que al segle X els territoris foren incorporats al ducat de Borgonya.

## Història
Hug de Poitiers va escriure al segle xii una història dels primers comtes de Nevers (Origo brevis Nivernensium comitum) segons la qual el primer que va rebre el comtat fou Landri, senyor de Monceaux, vers el 990, que li va concedir el seu sogre Otó Guillem, llavors comte de Mâcon (982-1026) i de Besançon (982-989) que dominava Nevers (vers 980-990), i fou després comté palatí de Borgonya (1002-1006) en recompensa pels seus serveis i com a dot per a la seva filla Matilde, casada amb Landri.
La genealogia de Landri ha pogut ser establerta parcialment, i situa com ancestre a Adalger que feia una donació el gener del 880 estant casat amb Aiga i va tenir tres fills, Raül, Adalger i Landri esmentats en carta del 882. Probablement aquest fill Adalger (Hildegari) és el que fou capellà de Carles el Calb i bisbe d'Autun vers 875-893, abat de Flavigny i de Corbigny vers 877, canceller de rei Bosó de Provença el 879, abat de Brioude el 888 i canceller del rei Odó de França 892-893, i mort vers 893. Un Landri (I) fou el seu germà o un cunyat; fou un partidari de Carles el Calb que li va fer una donació al Mâconnais el 842 que després va cedir a la catedral de Mâcon. Es va casar amb Hildesinda i haurien tingut un fill, de nom Landri (II) que va adquirir el castell de Metz-le-Comte del duc de Borgonya vers 880 en premi per haver-se distingit en el seu setge; la Historia Nivernensium Comitum l'anomena com a nebot de Adalger o Hildegari; apareix en una donació l'11 de setembre del 910 i era viu encara el 922; casat amb Ada i en segones noces amb Emma. Va tenir fills però no se sap amb quina dona excepte el tercer que fou amb la segona. Aquestos fills foren: Landri (III) que subscriu una carta del novembre de 950 i fou senyor de Metz-le-Comte; Bodó que va construir el castell de Monceaux (Monceaux-le-Comte) i en fou seyor sent esmentat a la carta del 950; i Adalgardis o Adela casada amb Miló. D'aquestos tres fills, Bodó va tenir dos fills, un de nom desconegut que fou monjo a Cluny, i un anomenat Landri (IV) de Monceaux, comte de Nevers.
Landri de Monceaux va lluitar el 991 contra Arquimbald senescal de França; apareix en una donació el 28 de juliol de 1002; en aquest any es va rebel·lar contra el rei Robert II de França a la mort del duc Enric I de Borgonya (1002) però es va aconseguir un acord i el fill de Landri, Renald, fou promès a la filla del rei i va rebre com a dot el comtat d'Auxerre. La seva mort està registrada a Miracula Sancti Bernardi i al necrològic de la catedral d'Auxerre, l'11 de maig de 1028. Estava casat com s'ha dit amb Matilde de Mâcon, filla del duc nominal Otó Guillem de Borgonya (+1005). A la seva mort va deixar diversos fills dels quals el gran Bodó va governar (1017) el comtat de Vendôme per dret uxori i va fundar la casa de Nevers en aquest comtat. Renald, el segon, va seguir la nissaga a Nevers.
La casa de Nevers al comtat de Nevers es va extingir amb la mort de Guillem V el 1181 i el comtat va passar a la seva germana Agnès I que el va aportar al seu marit Pere II de Courtenay que fou elegit emperador llatí. El va succeir la seva filla Matilde el 1193 i per diverses herències per línia femenina va passar per les cases dels senyors de Donzy, dels comtes de Saint Pol senyors de Châtillon-sur-Marne, dels senyors Borbó, dels comtes de Flandes i dels ducs de Borgonya.
Felip IV de França va confiscar el comtat temporalment a Lluís I de Nevers, fill de Robert III de Flandes, el 1311. Felip l'Agosarat de Borgonya va cedir el comtat al seu fill cadet Felip el 1404 i aquesta nissaga va seguir al govern fins al 1491 quan fou heretat pels ducs de Clèveris. El 1539 fou elevat a ducat.
El 1565 va passar a la casa dels Gonzaga del Ducat de Màntua. El 1654 Carles II de Màntua van vendre el ducat de Mayenne i cinc anys després, el 1659, va vendre els ducats de Nevers i Rethel al cardenal Mazzarino (Juli Mazzarino). Va passar al seu nebot Felip Mancini i aquesta família el va tenir fins a la revolució.

## Genealogia
```
Bodó, senyor de Monceaux
|
|->
Landry de Monceaux
, comte de Nevers i d'
Auxerre
 (mort el 
1028
)
X Matilde de Borgonya, filla d'
Otó Guillem de Borgonya
 
comte de Borgonya

|
|->
Renald I de Nevers
 (mort el 
1040
)
| |
| |->
Guillem I de Nevers
 (mort el 
1083
)
| | |
| | |->
Renald II de Nevers
 (mort el 
1097
)
| | |
| | |->
Guillem II de Nevers
 (mort el 
1147
)
| | |
| | |->
Guillem III de Nevers
 (mort el 
1161
)
| | |
| | |->
Guillem IV de Nevers
 (mort el 
1168
)
| | |
| | |->
Guillem V de Nevers
 (mort el 
1181
)
| | |
| | |-> 
Agnès I de Nevers
 (mort el 
1192
)
| | X 
Pere II de Courtenay

| |
| |->Robert el Borgonyó
| | x Blanca de Sablé
| |
| |->
Guiu
, senyor de Nouastre, regent de Vendôme
|
|->
Bodó de Nevers
, 
comte de Vendôme
 (mort el 
1023
)
X 
Adela de Vendôme-Anjou

|
|->
Bucard II de Vendôme
 
el Calb
, comte de Vendôme (mort el 
1028
)
|
|->
Folc de Vendôme
, comte de Vendôme (mort el 
1066
)
X Petronila
|
|->
Bucard III de Vendôme
 
el Jove
, comte de Vendôme (mort el 
1085
)
|
|->Eufrosine, comtesse de Vendôme
X 
Jofre Jordà
, senyor de 
Preuilly

>>Casa de Preuilly
```

## Llista de comtes
- 1026 - 1028: Landry de Nevers (vers 975-1028), fils de Bodó de Monceaux casat vers 995 amb Matilde filla d'Oó Guillem, comte de Borgonya
- 1028 - 1040: Renald I (ver 1000-1040), comte de Nevers i d'Auxerre (1031-1040), fillcasat amb Avoia de França, comtessa d'Auxerre
- 1040 - 1083: Guillem I (1029 - 1083), comte d'Auxerre, de Tonnerre i de Nevers, fill casat amb Ermengarda de Tonnerre
- 1083 - 1089: Renald II[1] (vers 1055-el 5 d'agost 1089), comte d'Auxerre, de Tonnerre i de Nevers, fill casat en primeres noces amb Agnès de Beaugency. Casat en segones noces amb Ida Ramona de Forez
- 1097 - 1147: Guillem II (vers 1083-1147), comte d'Auxerre, de Tonnerre i de Nevers, fill (amb Agnès de Beaugency)casat amb Adelaida

Comtes de Nevers

- 1147 - 1161: Guillem III (vers 1110-1161), comte d'Auxerre, de Tonnerre i de Nevers, fillcasat amb Ida de Sponheim
- 1161 - 1168: Guillem IV (mort el 1168), comte d'Auxerre, de Tonnerre i de Nevers, fill casat amb Eleonora de Vermandois
- 1168 - 1176: Guiu (mort el 1176), comte d'Auxerre, de Tonnerre i de Nevers, germàcasat amb Mafalda de Borgonya
- 1176 - 1181: Guillem V (mort el 1181), comte d'Auxerre, de Tonnerre i de Nevers, fill
- 1181 - 1193: Agnès I (mort el 1193), comtessa d'Auxerre, de Tonnerre i de Nevers, germanacasada amb Pere II de Courtenay

Casa de Courtenay
- 1184 - 1199: Pere II de Courtenay (vers 1167-1217), senyor de Courtenay, de Montargis, comte de Nevers, d'Auxerre i de Tonnerre (1184-1217), emperador llatí. Casat amb Agnès de Nevers
- 1193 - 1213: Matilde I (1188 - 1257), coneguda també com a Mafalda de Courtenay, comtessa de Nevers, d'Auxerre i de Tonnerre, fillacasada en primeres noces el 1199 amb Hervé de Donzy casada en segones noces el 1226 amb Guigó, comte de Forez

Casa de Donzy
- 1193 - 1213: Arveu IV de Donzy (vers 1175 - 1222), baró de Donzy, comte de Gien, senyor de Cosne, de Châtel-Censoir, de Montmirail, d'Alluyes, d'Authou, de Vierzon i de Brou, comte de Nevers i de Tonnerre, casat a Matilde de Courtenay
- 1213 - 1225: Agnès de Donzy (vers 1205-1225), comtessa de Nevers, d'Auxerre i de Tonnerre, filla casada amb Guiu de Châtillon

Casa de Châtillon
- 1221 - 1226: Guiu de Châtillon (vers 1196-1226), Comte de Saint-Pol casat amb Agnès de Donzy
- 1226 - 1241: Guigó, comte de Forezcasat amb Matilde de Courtenay
- 1241 - 1250: Gaucher de Châtillon, fill casat amb Joana (1219 -1252), filla de Felip Hurepel
- 1250 - 1254: Iolanda de Nevers (vers 1221-1254), germana casada amb Arquimbald IX de Borbó

Casa de Borbó
- 1228 - 1249: Arquimbald IX de Borbó (1205 - 1249), senyor de Borbó, comte de Nevers, d'Auxerre i de Tonnerre, casat amb Iolanda de Châtillon
- 1254 - 1262: Matilde II (vers 1234-1262), senyora de Borbó (Matilde II), comtessa de Nevers (Matilde II), d'Auxerre i de Tonnerre, filla casada amb Eudes de Borgonya

Casa de Borgonya
- 1254 - 1262: Eudes de Borgonya (1230 - 1269), hereu del ducat de Borgonya, comte de Nevers, d'Auxerre i de Tonnerre per matrimoni, primer fill del duc Hug IV de Borgonya (mort el 1272); després de la mort d'Hug IV el ducat no va passar a una de les filles d'Eudes, sinó al germà petit d'aquest (tercer fill d'Hug) Robert II de Borgonya.casat amb Matilde II de Borbó
- 1262 - 1280: Iolanda de Borgonya (1247 - 1280), filla casada en primeres noces amb Joan de Damiata o Joan de França, casada en segones noces amb Robert de Dampierre

Casa de França
- 1265 - 1270: Joan de França conegut com a Joan de Damiata (1250 - 1270), comte de Nevers i de Valois, casat amb Iolanda de Borgonya

Casa de Dampierre
- 1272 - 1280: Robert de Dampierre (1247 - 1322) o Robert de Béthune senyor de Béthune comte de Flandes (Robert III) (1305-1322) i comte de Nevers casat amb Iolanda de Borgonya
- 1280 - 1322: Lluís I de Dampierre, comte de Nevers (mort el 1322 dos mesos abans que el pare, no va poder arribar a heretar Flandes), fillcasat el 1290 amb Joana de Rethel, comtessa de Rethel
- 1322 - 1346: Lluís II (mort el 1346), comte de Flandes, de Nevers i de Rethel, fill casat el 1317 amb Margarita de França (1310 - 1382), comtessa d'Artois
- 1346 - 1384: Lluís III (1330 - 1384), comte de Flandes, d'Artois, de Nevers i de Rethel, fill casat el 1347 amb Margarita de Brabant (1323 - 1368)
- 1384 - 1405: Margarita (1350 - 1405), comtesse de Flandes, de Borgonya, d'Artois, de Nevers i de Rethel, filla casada en primeres noces el 1357 amb Felip I de Rouvres (1346 - 1361) duc de Borgonya casada en segones noces el 1369 amb Felip II l'Agosarat (1342 - 1404) duc de Borgonya

Casa ducal de Borgonya
- 1384 - 1404: Felip II l'Agosarat (1342 - 1404) duc de Borgonyacasat el 1369 amb Margarita de Flandes (1350 - 1405)
- 1385 - 1404: Joan sense Por (1371 - 1419) comte de Nevers i després duc de Borgonya

- 1404 - 1415: Felip (1389 - 1415), comte de Nevers i de Rethel, germàcasat en primeres noces el 1409 amb Isabel de Soissons (mort el 1411)casat en segones noces el 1413 amb Bona d'Artois (1396 - 1425)
- 1415 - 1464: Carles I (1414 - 1464), comte de Nevers i de Rethel, fill (amb la segona esposa)casat el 1456 amb Maria d'Albret (mort el 1486)

- 1464 - 1491: Joan (1415 - 1491), comte de Nevers, d'Eu i de Rethel, fill de Felip de Borgonya i de Bona d'Artois, germà de l'anterior casat en primeres noces el 1436 amb Jacquelina d'Ailly (mort el 1470), de la que va tenir a Elisabet (1440 - 1483), casada amb Joan I de Clèveris, comte de Clèveris (1419 - 1481)
 que al seu torn foren pares d'Engelbert de Clèveris; van tenir també a Felip (1446 - 1454)Casat en segones noces el 1471 amb Paulina de Brosse (1450 - 1479), de la que va tenir a Carlota (1472 - 1500), que va heretar Rethel.casat en terceres noces el 1480 amb Francesca d'Albret (1454 - 1521), sense fills.

Casa de Clèveris i de La Mark
- 1491 - 1506: Engelbert de Clèveris (1462 - 1506), comte de Nevers i d'Eu, fill de Joan I, duc de Clèveris i d'Elisabet de Borgonyacasat amb Carlota de Borbó (1474 - 1520)
- 1506 - 1521: Carles II de Clèveris (mort el 1521), comte de Nevers, fillcasat el 1504 amb Maria d'Albret (1491 - 1549), comtessa de Rethel, filla de Carlota de Borgonya
- 1521 - 1561: Francesc I de Clèveris (1516 - 1561), comte i després (1539) duc de Nevers, comte de Rethel, fillcasat el 1538 amb Margarita de Vendôme (1516 - 1589), filla de Carles IV de Borbó
- 1561 - 1562: Francesc II de Clèveris (1540 - 1562), duc de Nevers, comte de Rethel, fillcasat el 1561 amb Anna de Borbó-Montpensier (1540 - 1572), filla de Lluís III de Montpensier
- 1561 - 1564: Jaume de Clèveris (1544 - 1564), duc de Nevers, comte de Rethel, germà casat el 1558 amb Diana de La Mark, filla de Robert IV de La Mark.
- 1564 - 1565: Enriqueta de Clèveris (1542 - 1601), duquessa de Nevers, comtessa després duquessa (1581) de Rethel, germana casada el 1565 amb Lluís de Gonzaga, príncep de Màntua

Casa de Gonzaga
- 1565 - 1595: Lluís IV (1535 - 1595), duc de Nevers (títol de cortesia) i de Rethel (Louis IV, 1581-1595) casat el 1565 amb Enriqueta de Clèveris
- 1595 - 1637: Carles III (1580 - 1637), duc de Nevers, de Rethel (Carles III, 1595-1637), primer príncep d'Arches (Carles I, 1608-1637), duc sobirà de Màntua (Carles I, 1627-1637) i duc de Montferrat (Carles I, 1627-1637), fill casat el 1599 amb Caterina de Mayenne (1585 - 1618), germana d'Enric de Mayenne (1578 - 1621), duc de Mayenne de la que va tenir a Carles III de Mayenne (1609 - 1631), duc de Rethel i de Mayenne, casat el 1627 amb Maria de Màntua (1609 - 1660)
- 1637 - 1659: Carles IV (1629 - 1665), duc de Nevers, de Rethel (Carles V, 1637-1659) i de Mayenne (Charles IV, 1632-1654), segon príncep d'Arches (Carles II, 1637-1665), duc de Màntua i de Montferrat (Carles II, 1637-1665) fill de Carles III de Mayenne (mort el 1631), i de Maria de Màntua, casat el 1649 amb Isabel d'Habsburg (1629 - 1685)

Casa de Mazzarino
- 1659 - 1661: Juli Mazzarino (1602 - 1661), cardenal, primer ministre de Lluís XIV de França

Casa Mancini
- 1661 - 1707: Felip Julià Mancini (1641 - 1707), nebot de Mazzarino, fill de Miquel Mancini i de Girolama Mazzarino, casat el 1670 amb Diana de Thianges (mort el 1715)
- 1707 - 1768: Francesc Mancini (1676 - 1768), fill, casat el 1709 amb Mariana Spinola
- 1768 - 1789: Lluís Juli Mancini (1716 - 1798), fill, casat el 1731 amb Elena Phélypeaux (1715 - 1781)